# Frans Lozie
Frans Maria Jozef Cornelius Lozie, né le 28 mars 1950 à Poperinge est un homme politique belge flamand, membre de Groen!.

## Biographie
Il est licencié en sciences (géographie) (KUL) et fut professeur. 
De 1992 à 2000, il fut membre du CA du Ligue des droits humains.
Il est retraité depuis 2007.

## Carrière politique
- 1991-1995 : sénateur coopté
- 1995-1999 : membre de la Chambre des représentants
- 1999-2003 : sénateur élu direct
- 2014 : candidat pour le PVDA+ aux élections du 25 mai (PTB)

## Distinctions
- Officier de l’ordre de Léopold (2003)